# Marco Polo (ópera)
Marco Polo es una ópera con música del compositor Tan Dun y libreto en inglés de Paul Griffiths. Se estrenó en Múnich el 7 de mayo de 1996. Se ha descrito de diversas formas, como una "ópera dentro de una ópera" y también como una "fantasía en un viaje épico" la trama con muchas capas se basa vagamente en el viaje de Marco Polo desde Venecia hasta China. En la ópera, Marco Polo se convierte en dos personajes: Marco, que representa a la verdadera persona y que canta una mezzosoprano, y Polo que representa a su memoria y está cantado por un tenor. La obra está creada para solistas vocales, un coro de 20 y una gran orquesta tanto de instrumentos europeos modernos y medievales, como instrumentos de culturas que Marco Polo atraviesa en su viaje, incluyendo el sitar, la pipa, el sheng, la tabla y campanas y cuernos tibetanos. Marco Polo ganó el Premio Grawemeyer para la composición musical de 1998.

## Historia
Marco Polo empezó como un encargo del Festival Internacional de Edimburgo a finales de los años 1980. Sin embargo, no se terminó hasta el año 1995 y tuvo su primera representación en la Bienal de Múnich el 7 de mayo de 1996 dirigida por Martha Clarke. Le siguió su estreno en los Estados Unidos el 8 de noviembre de 1997 en la New York City Opera. Marco Polo se vio por vez primera en el Reino Unido en noviembre de 1998 en una interpretación de concierto en el Festival de música contemporánea de Huddersfield. Su reposición más reciente fue en noviembre de 2008 en la De Nederlandse Opera en Ámsterdam dirigida por Pierre Audi y lanzada en DVD en 2009.
Esta ópera rara vez se representa en la actualidad; en las estadísticas de Operabase aparece con sólo 1 representación en el período 2005-2010.

## Personajes
- Memoria: Polo (tenor)
- Ser 1: Marco (mezzosoprano)
- Ser 2: Kublai Khan (bajo)
- Naturaleza: Water (soprano)
- Sombra 1: Rustichello/Li Po (tenor)
- Sombra 2: Sheherazada/Mahler/Reina (mezzosoprano)
- Sombra 3: Dante/Shakespeare (barítono)

## Grabaciones
- Marco Polo (CD Sony 62912) - Grabación del estreno mundial con Thomas Young y Alexandra Montano en los roles titulares, la Cappella Amsterdam, y la Orquesta de Cámara de la Radio de los Países Bajos dirigidos por el compositor. Grabado en vivo en Yakult Hall, Ámsterdam el 20 de junio de 1996.
- Marco Polo (DVD Opus Arte OA1010D) - La producción de 2008 de la ópera por la De Nederlandse Opera, con Charles Workman y Sarah Castle en los roles titulares y dirigido por el compositor. Grabado en vivo en Het Muziektheater, Ámsterdam, el 13 y 18 de noviembre de 2008.